# Odwodnienie izotoniczne
Odwodnienie izotoniczne – zaburzenie gospodarki wodnej, w którym dochodzi do niedoboru wody w organizmie, przebiegające z prawidłową molalnością płynów ustrojowych, czyli ich izotonią.

## Przyczyny
- utrata izotonicznych płynów przez
  - przewód pokarmowy
  - nerki
  - skórę wskutek oparzenia
- utrata krwi
- zatrzymanie płynów w trzeciej przestrzeni

## Objawy
Odwodnienie izotoniczne doprowadza do niedoboru krążących płynów ustrojowych (oligowolemia), a w przypadkach znacznego ich niedoboru może doprowadzić do rozwoju wstrząsu hipowolemicznego.
W zależności od stopnia odwodnienia mogą pojawić się:
- obniżenie ciśnienia tętniczego i ośrodkowego ciśnienia żylnego
- tachykardia
- skąpomocz
- objawy niedokrwienia OUN
- suchość błon śluzowych i zmniejszenie elastyczności skóry

## Rozpoznanie
W przypadku wystąpienia powyższych objawów, jeśli towarzyszą im charakterystyczne dane w wywiadzie lekarskim, takie jak biegunka, wymioty, utrata krwi, rozpoznaje się obecność odwodnienia izotonicznego. Laboratoryjnym potwierdzeniem jest stwierdzenie podwyższenia stężenia kreatyniny przy zwykle prawidłowym jonogramie.

## Leczenie
Leczenie polega na suplementacji utraconego płynu aż do momentu ustąpienia objawów, osiągnięcia prawidłowych wartości ciśnienia tętniczego lub ośrodkowego ciśnienia żylnego (10–12 cm H2O).